# Мемориал Корпуса морской пехоты США
Мемориа́л Ко́рпуса морско́й пехо́ты США (второе название — Мемориал Иводзимы) — один из важнейших национальных военных мемориалов Соединённых Штатов Америки. Расположен в пригороде Вашингтона в округе Арлингтон, вблизи стен Арлингтонского национального кладбища.
Мемориал посвящён всем военнослужащим Корпуса морской пехоты США, погибшим в военных конфликтах при защите демократических ценностей в интересах страны, начиная с 1775 года.
Дизайн массивных скульптур был выполнен скульптором Феликсом де Уэлдоном на основе культовой фотографии военного корреспондента Ассошиэйтед Пресс Джо Розенталя, сделанной во время битвы за японский остров Иводзима — «Водружение флага над Иводзимой».
Мемориал изображает морских пехотинцев ВМС США, поднявших флаг на острове Иводзима: сержанта Майкла Стрэнка, капралов Харлона Блока, Гарольда Шульца, Гарольда Келлера, рядовых: Айра Хайза и Франклина Сусли.

## История
Работа над созданием мемориала началась в 1951 году. Высота бронзовых скульптур составила 9,8 м, длина флагштока 18 м.
Скульптуры располагаются на гранитном постаменте высотой 4,5 м, имеющем две надписи:
- «В память о мужестве воинов Корпусов морской пехоты Соединенных Штатов, отдавших жизни за свою страну с 10 ноября 1775» (In honor and memory of the men of the United States Marine Corps who have given their lives to their country since 10 November 1775).
- «Невероятная Доблесть была их общим Достоинством» (Uncommon Valor Was a Common Virtue) — слова сказанные адмиралом Честером Нимицем перед бойцами на Иводзиме.

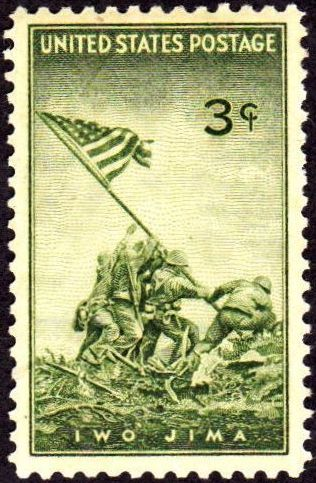
Американская почтовая марка 1945 года с фотографией Розенталя

Местоположение и дата каждого сражения с участием Корпуса морской пехоты США надписаны по окружности вокруг основы мемориала. Основа полностью выполнена из гранита смоляного цвета Lönsboda — небольшого городка и карьера в южной части Швеции.
Мемориал был торжественно открыт президентом Дуайтом Д. Эйзенхауэром 10 ноября 1954 года, в день 179-й годовщины создания Корпуса морской пехоты.
В 1961 году президент Джон Ф. Кеннеди издал Провозглашение № 3418, о том, что государственный флаг США должен быть вывешен на флагштоке мемориала 24 часа в сутки. Мемориал Корпуса морской пехоты — одно из немногих общественных мест США где действует это правило.
Морские пехотинцы Вашингтонской базы морской пехоты используют мемориал как площадку для проведения еженедельного войскового смотра — «Парада на закате» (Sunset Parade). Тренировочный взвод базы представляет Корпус во всей красе, используя при этом барабанную дробь и звуки горнов.

## Подобные статуи
- Оригинальная гипсовая рабочая модель памятника в настоящее время находится в Харлингене (штат Техас), в частной кадетской школе «Академия Корпуса морской пехоты». Академия является также местом упокоения капрала Харлона Блока, погибшего в бою на Иводзиме.
- Национальный мемориал Иводзима в Ньюингтоне[англ.] (штат Коннектикут) использует сходную конструкцию памятника и представляет списки 6821 американских военнослужащих, погибших в бою.
- Схожие статуи находятся в парке двухсотлетия в Фолл-Ривере (штат Массачусетс) и в Кейп-Корале (штат Флорида).
- Вариант памятника в ознаменование 50-летия окончания Второй мировой войны стоит в парке развлечений Knoebels в Элисбурге (штат Пенсильвания).
- Имеются также уменьшенные копии мемориала на трёх базах морской пехоты США: в непосредственной близости от ворот базы Куантико (штате Виргиния), на парадной площадке базы в Пэррис-Айленде (штате Южная Каролина) и у главных ворот базы Кенеё Бей (штат Гавайи)

## Интересные факты
- После открытия мемориала распространялся упорный слух, приписывающий скульптурной композиции из шести человек 13 рук. Молва утверждала, что тринадцатая рука появилась по замыслу скульптора, чтобы символизировать таким образом общий вклад всех остальных морских пехотинцев в дело поднятия флага, или представлялась как рука Бога. Когда сообщение о слухе дошло до Уэлдона, тот воскликнул: «Тринадцать рук? Кому нужны 13 рук? Двенадцати было достаточно».

## В массовой культуре
- Мемориал появляется в компьютерной игре Command & Conquer: Red Alert 2: в первой миссии кампании за СССР советские войска срывают американский флаг с мемориала и устанавливают там советский флаг. Само появление мемориала является неожиданным, поскольку по задумке авторов событий Второй мировой войны вообще не было.
- На одном из концепт-артов к игре World in Conflict: Soviet Assault в аналогичной позе советские войска устанавливают флаг рядом с Капитолием. Уже много позже в России на бигбордах по ошибке в канун Дня Победы стали размещать подобный концепт-арт.
- Мемориал показан в фильме «Жизнь после людей»: через полгода после исчезновения людей ураганный ветер срывает флаг с мемориала, но сам памятник остаётся узнаваемым даже спустя 300 лет.
- В игре Fallout 3, вместо памятника в пост-Апокалиптическом Вашингтоне стоит мемориал бойцам Анкориджского фронта, самого знаменитого противостояния двух сторон в этой вселенной.
- В фильме «КША: Конфедеративные Штаты Америки» в Вашингтоне стоит памятник с флагом КША.
- На обложке 17-го студийного альбома «In the Army Now» группы Status Quo изображён мемориал с британским флагом.

## Фотогалерея

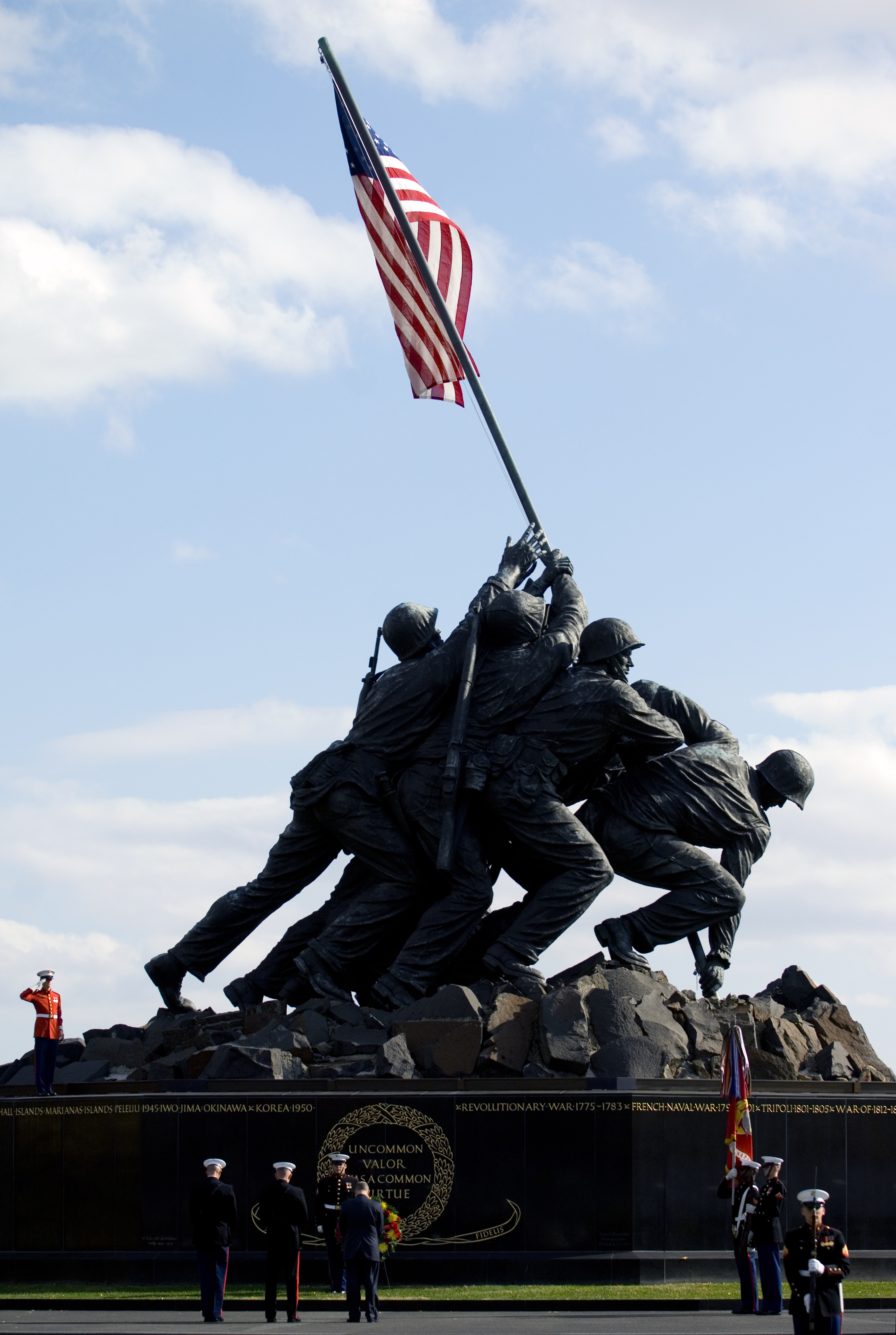
Подготовка к параду у мемориала
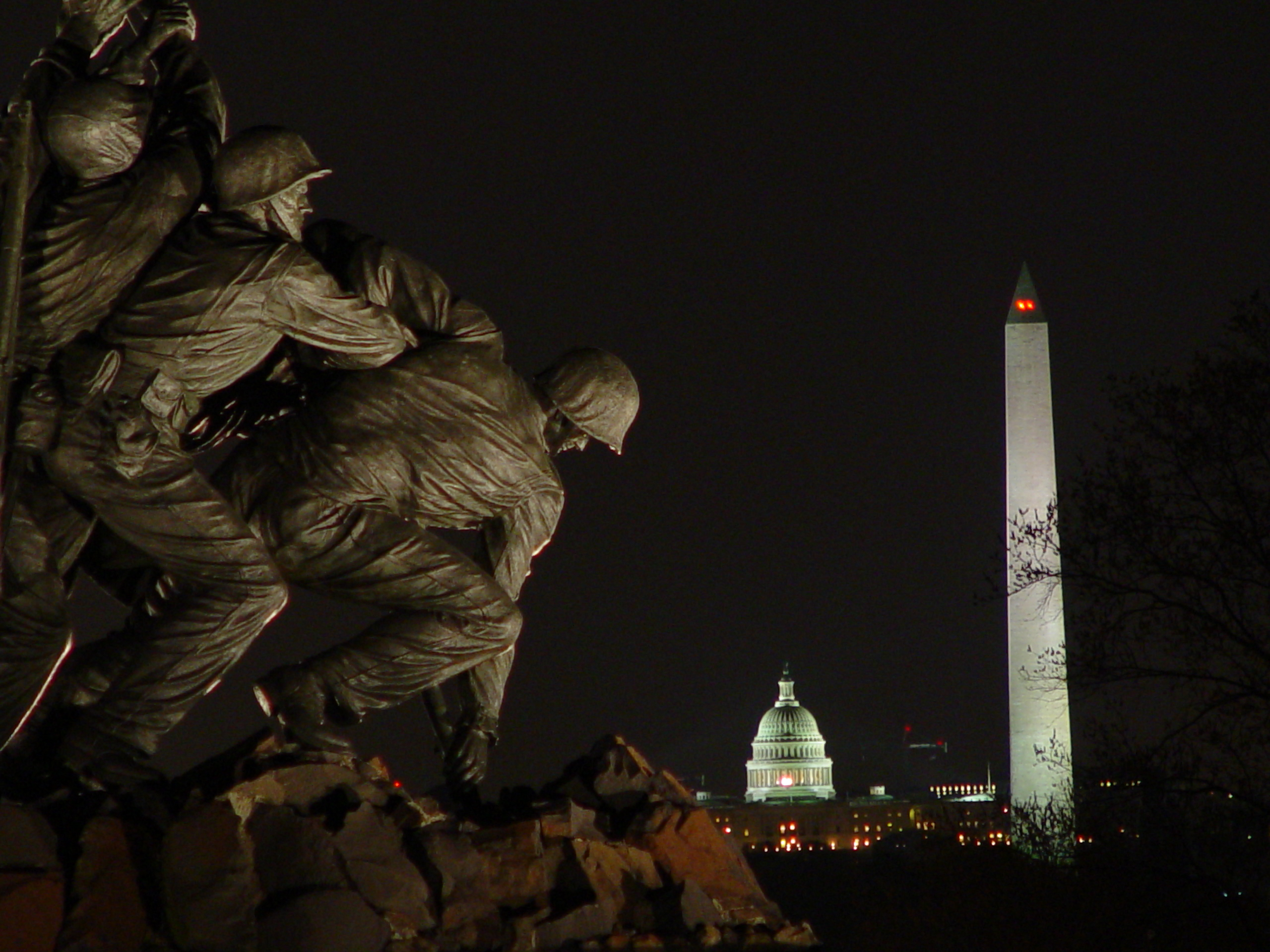
Ночной вид на капитолий и монумент Вашингтону
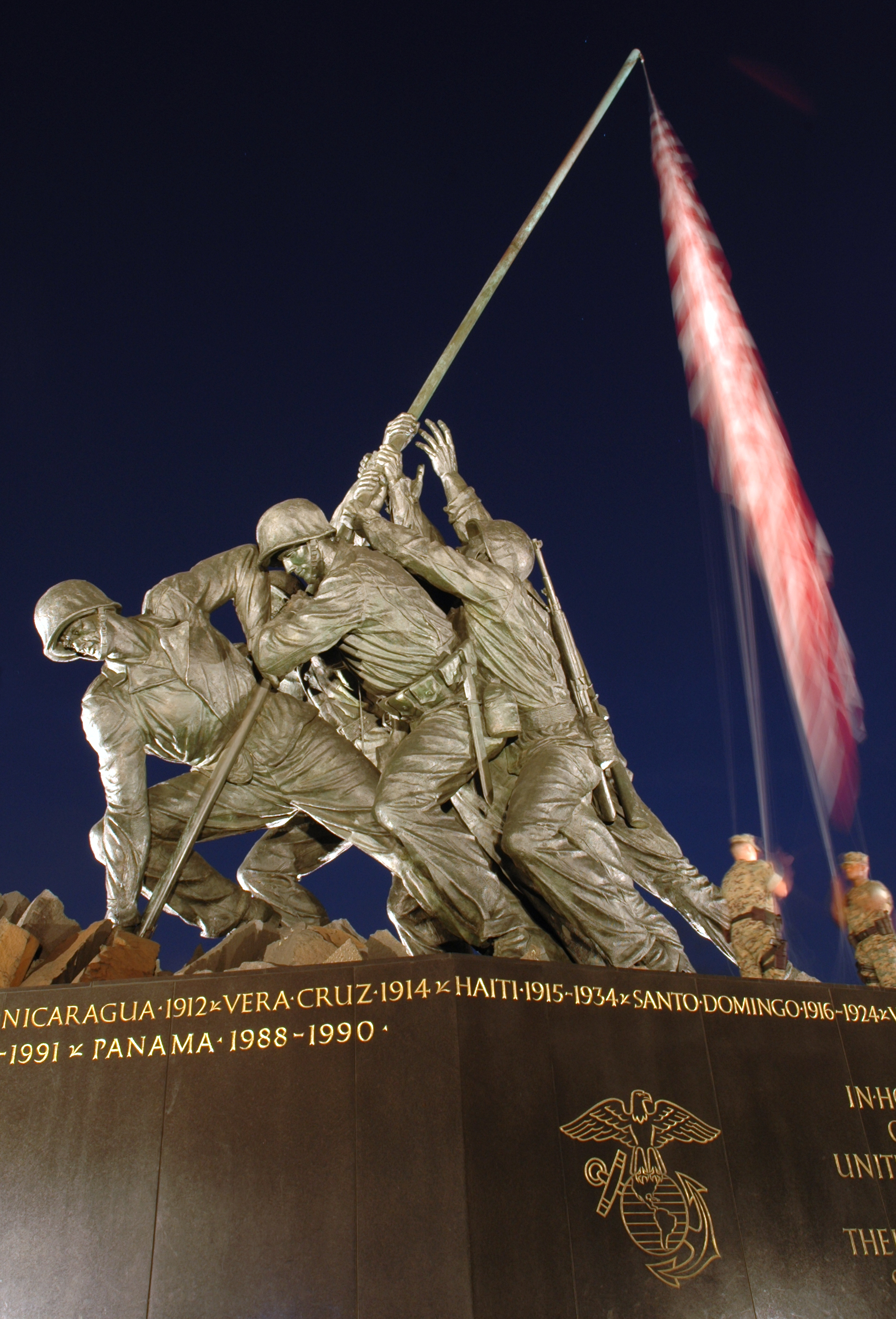
Замена флага на флагштоке морскими пехотинцами США
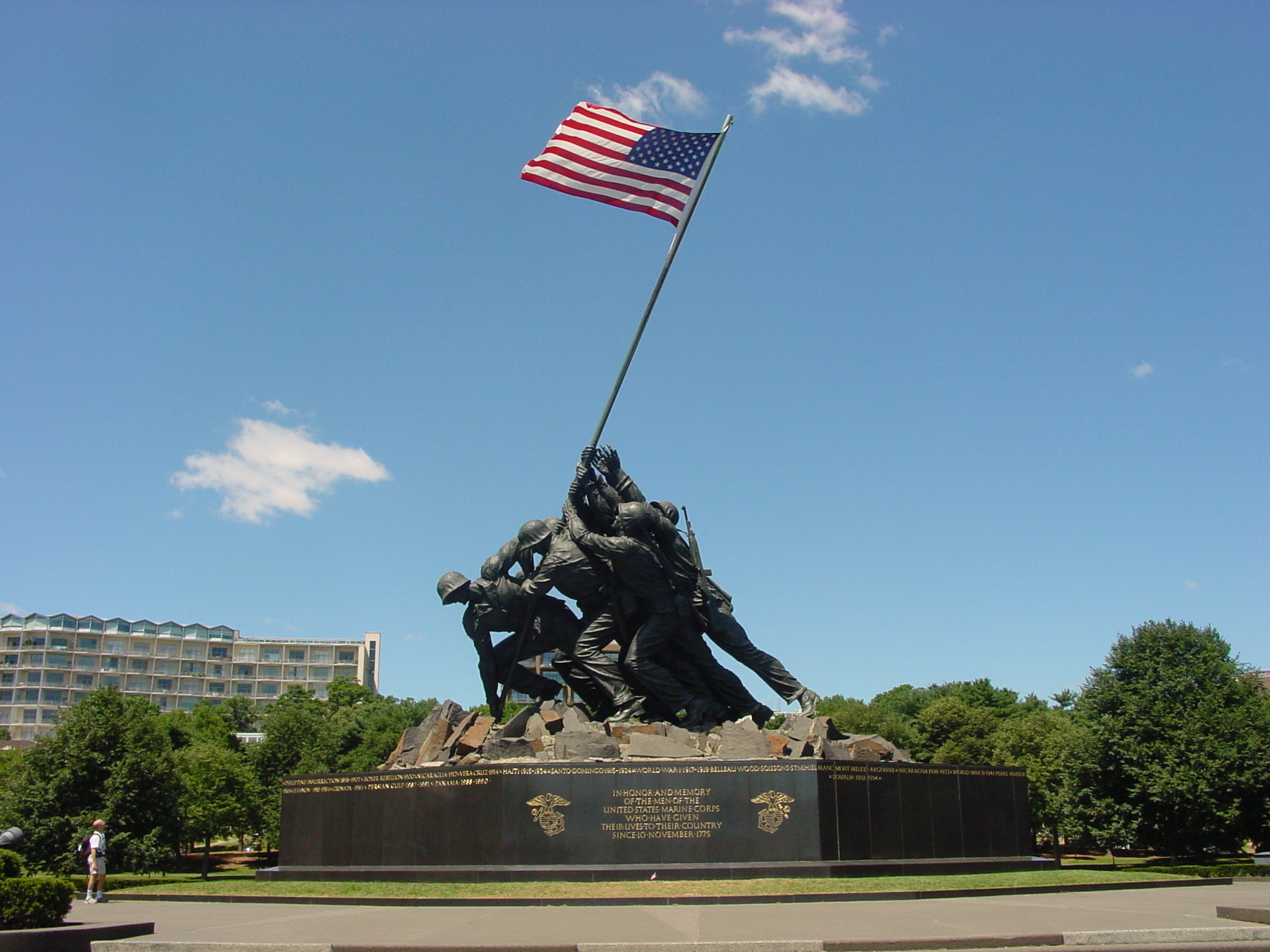
Общий вид мемориала
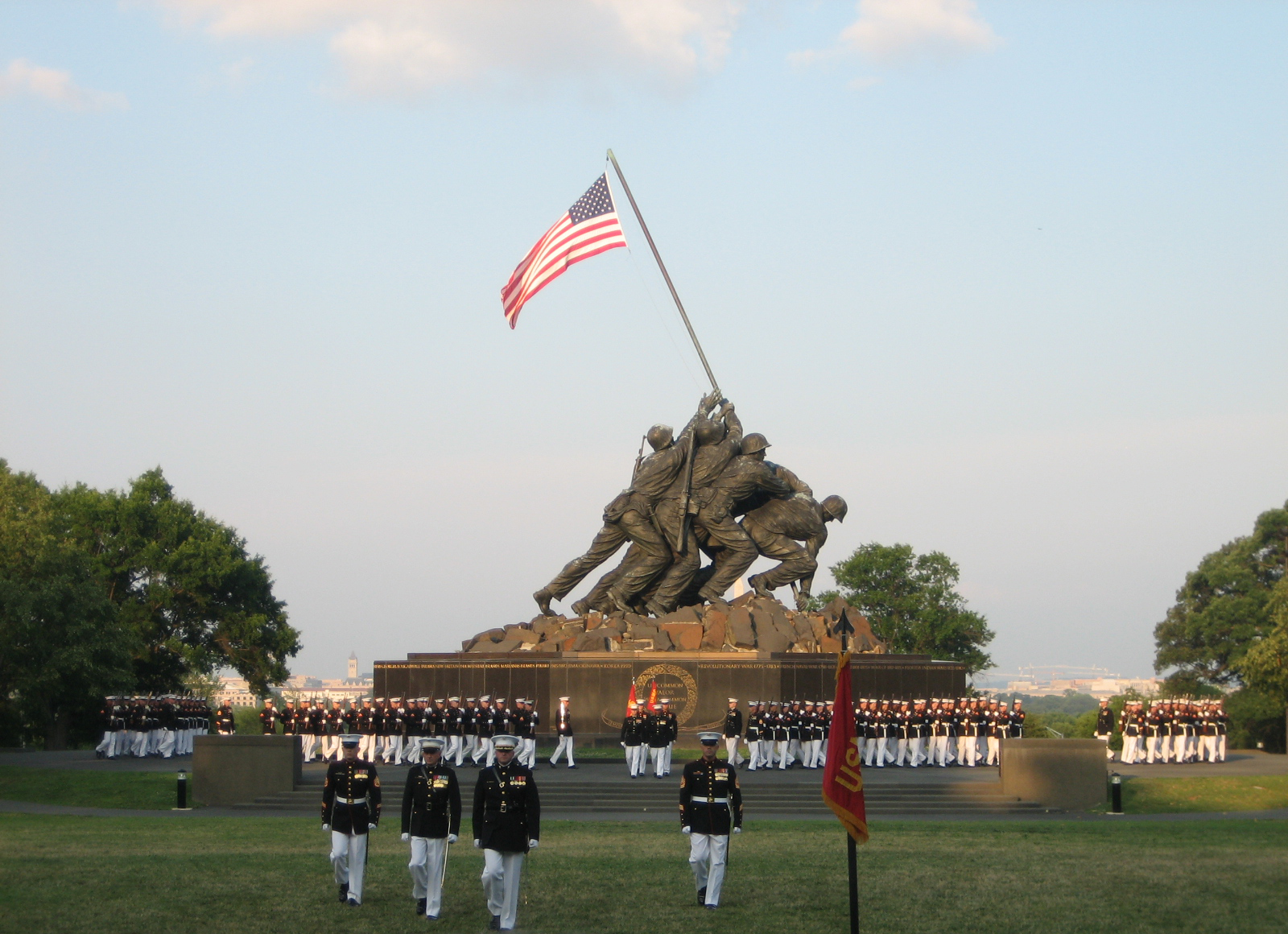
Парад Корпуса морской пехоты у мемориала